# Mike Teague
Michael Clive Teague (Gloucester, 8 de octubre de 1960) es un albañil y exrugbista británico, que se desempeñaba como octavo. Fue internacional con la Rosa de 1985 a 1993.

## Biografía
Se crio en una granja y jugó toda su carrera en el Gloucester Rugby, debutando en la primera en 1979 y se retiró en 1995. Fue campeón de la Anglo-Welsh Cup 1981-82 y tras su retiro como jugador, el rugby se hizo deporte profesional y él se convirtió en segundo entrenador del equipo.
Representó al World XV y enfrentó a los Springboks en 1989 por el Centenario de la Unión Sudafricana de Rugby, siendo una gran polémica racista. Además jugó seis partidos con los Barbarians, el más importante fue un triunfo ante Gales en 1990.
Como por entonces el rugby era un deporte aficionado, trabajó de albañil hasta jubilarse y está casado desde 1989 con Lorraine; tienen dos hijos. En 2024 cruzó los Estados Unidos en bicicleta para recaudar fondos contra la ELA.

## Selección nacional
Representó a la selección juvenil y a Inglaterra A en 1981 (victoria 20-10 sobre Francia A) y 1988 (contra la Unión Soviética).
Dick Greenwood lo seleccionó a la Rosa por vez primera para el Torneo de las Cinco Naciones 1985 y debutó ante Les Bleus. Ese año Martin Green lo convocó para enfrentar a los All Blacks y luego no volvió a hacerlo jamás.
Finalmente Geoff Cooke volvió a seleccionarlo para el Torneo de las Cinco Naciones 1989 y lo hizo titular, fue campeón del Cinco Naciones 1991 donde obtuvieron el Grand Slam. En 1992 se ausentó debido a una lesión y se retiró tras el Torneo de las Cinco Naciones 1993.

### Participaciones en Copas del Mundo
Cooke lo convocó para Inglaterra 1991 como titular. Jugó la Final e integró la tercera línea con Michael Skinner y el destacado Peter Winterbottom.
| Mundial                       | Sede       | Resultado  | PJ | Tries |
| ----------------------------- | ---------- | ---------- | -- | ----- |
| Copa Mundial de Rugby de 1991 | Inglaterra | Subcampeón | 5  | 0     |

### Leones
En 1989 el escocés Ian McGeechan lo seleccionó a los Leones Británicos e Irlandeses para disputar la Gira a Australia. Debido a que Dean Richards y el escocés Derek White fueron los octavos titular y suplente respectivamente, Teague jugó de ala en las dos últimas pruebas ante los Wallabies.
Nuevamente en 1993 McGeechan lo llevó a la Gira a Nueva Zelanda como suplente, por atrás de su compatriota Richards. Teague jugó siete partidos de entrenamiento y una prueba contra los All Blacks.